# Испания на летних Олимпийских играх 1980

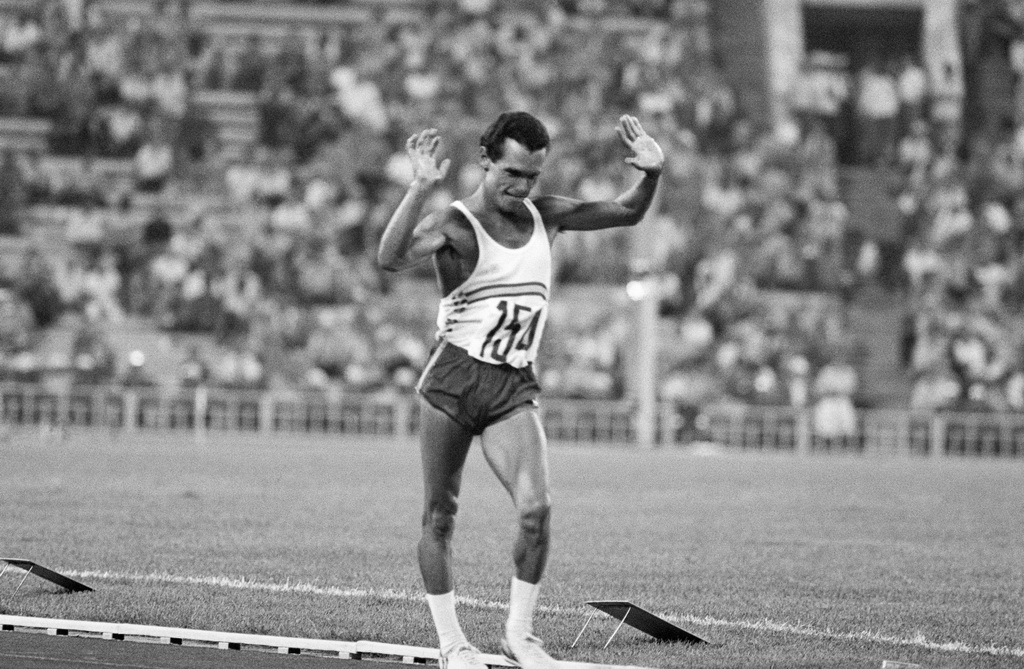
Финиш Хорхе Льопарта

Испания принимала участие в летних Олимпийских играх 1980 года в Москве (СССР) в четырнадцатый раз за свою историю и завоевала три серебряные, одну золотую и две бронзовые медали. Сборная страны состояла из 155 человек (146 мужчин, 9 женщин). Испания выступала под флагом своего олимпийского комитета.

## Медалисты
| Медаль  | Спортсмен | Вид спорта                  | Дисциплина                       |
| ------- | --- | --------------------------- | -------------------------------- |
| Золото  | Алехандро Абаскаль Гарсия Мигель Ногер Кастельви | Парусный спорт              | Класс «Летучий голландец»        |
| Серебро | Эрминио Менендес Гильермо дель Риего | Гребля на байдарках и каноэ | Мужчины, байдарки-двойки, 500 м  |
| Серебро | Хорхе Льопарт | Лёгкая атлетика             | Мужчины, ходьба на 50 км         |
| Серебро | Хосе Мигель Гарсия Хуан Амат Сантьяго Мальгоса Рафаэль Гарральда Франсиско Фабрегас Хуан Луис Кохен Рикардо Кабот Хайме Арбос Карлос Рока Хуан Пеллон Мигель де Пас Мигель Чавес Хуан Арбос Хавьер Кабот Паулино Монсальве Хайме Сумалакаррегуй | Хоккей на траве             | Мужчины                          |
| Бронза  | Давид Лопес-Суберо | Плавание                    | Мужчины, 100 м баттерфляем       |
| Бронза  | Луис Грегорио Рамос Эрминио Менендес | Гребля на байдарках и каноэ | Мужчины, байдарки-двойки, 1000 м |

## Результаты соревнований

### Академическая гребля
В следующий раунд из каждого заезда проходили несколько лучших экипажей (в зависимости от дисциплины). В финал A выходили 6 сильнейших экипажей, ещё 6 экипажей, выбывших в полуфинале, распределяли места в малом финале B.
Мужчины
| Соревнование | Спортсмены                     | Предварительный заезд | Предварительный заезд | Предварительный заезд | Отборочный заезд | Отборочный заезд | Отборочный заезд | Полуфинал             | Полуфинал             | Полуфинал             | Финал                 | Финал                 | Итоговое место        |                       |
| Соревнование | Спортсмены                     | Заезд                 | Время                 | Место                 | Заезд            | Время            | Место            | Заезд                 | Время                 | Место                 | Время                 | Место                 | Итоговое место        |                       |
| ------------ | ------------------------------ | --------------------- | --------------------- | --------------------- | ---------------- | ---------------- | ---------------- | --------------------- | --------------------- | --------------------- | --------------------- | --------------------- | --------------------- | --------------------- |
| двойки       | Хосе Пардас Луис Мигель Оливер | 2                     | 7:46,00               | 4                     | 1                | 7:18,45          | 4                | завершили выступление | завершили выступление | завершили выступление | завершили выступление | завершили выступление | завершили выступление | завершили выступление |